# Раффелл, Фрэнсис
Фрэнсис Джейн Раффелл (англ. Frances Jane Ruffelle) — британская певица и актриса мюзиклов, обладательница премии «Тони», участница конкурса песни Евровидение 1994. Мать известной поп-певицы Элизы Дулитл.
Наиболее известная работа Раффелл — роль Эпонины в мюзикле «Отверженные» — именно за неё она и получила «Тони». Из других работ стоит отметить участия в мюзиклах «Звёздный Экспресс», «Дети Эдема» и «Чикаго».

## Биография

### Карьера
Родилась в Лондоне в 1965 году. Её мать — Сильвия Янг, директриса и основательница известной театральной школы «Sylvia Young Theatre School»; сестра Элисон Раффелл — пользующаяся некоторой популярностью в Великобритании киноактриса.
Первым театральным выступлением для неё была роль Луизы в мюзикле «Спящий принц» по пьесе Теренса Реттигена. В следующем, 1984 году, она уже исполняла одну из главных ролей в «Звёздном Экспрессе» — роль кошки Дины. Несмотря на относительную малоизвестность, певицу берут в Бродвейский театр, где выступая в течение нескольких лет, становится достаточно известной артисткой. Неоднократно сотрудничала с Клодом-Мишелем Шенбергом, Аленом Бублилем и Эндрю Ллойдом Уэббером, исполняя вокальные партии в их мюзиклах.
В 1994 году участвовала на конкурсе песни Евровидение 1994, проходившем в столице Ирландии Дублине, песней «Lonely Symphony (We Will Be Free)». Конкурсантка, набрав 63 балла (включая 5 баллов от России), уверенно вошла в первую десятку Одноимённый сингл, помимо Великобритании, был выпущен и в других европейских странах, а дебютный альбом «Fragile», вышедший в том же году, достиг двадцать пятого места в местном чарте. Всего певица выпустила пять альбомов на данный момент, релиз последнего из которых, «Imperfectly Me», состоялся в сентябре 2010 года.
В 2010 году выступила на «O2-арене» на юбилейном показе «Отверженных».
Фрэнсис также появлялась как актриса второго плана в таких кинолентах как «Дикие кошки Сент-Триниан» (1980), «Тайны и ложь» (1996) и «The Road to Ithaca» (1999, релиз отменён).

### Личная жизнь
Была замужем за продюсером Джоном Кеардом в 1990—1992 годах, вскоре пара развелась.
Имеет троих детей — Элизу Софи (род. 1988), Натаниэля Джорджа (род. 1990) и Феликса Бэйли (род. 1995). Первые двое родились от брака с Кеардом, последний ребёнок — от её бывшего бойфренда Роба Мэнли.

## Дискография

### Альбомы
- Fragile (1994)
- Frances Ruffelle (1998)
- Showgirl (2004)
- Purify (2005)
- Imperfectly Me (2010)

### Синглы
- He’s My Hero (1986)
- On My Own (1985—1987)
- I Will (Take You Forever) (ft. Кристофер Кросс) (1988)
- Stranger to the Rain (1990)
- Love Parade (1994)
- Lonely Symphony (We Will Be Free) (1994)
- Lose Your Illusions (1994)
- God Watch over You (1995)
- Jennifer’s Garden (1997)
- Blue Eyes (1997)
- If a Wish came True (1998)
- Smile (2004)

### Прочее

#### Записи композиций из мюзиклов
- Starlight Express (1984)
- Les Misérables (лондонская версия) (1985)
- Les Misérables (бродвейская версия) (1987)
- Mack & Mabel (1988)
- Apples (1989)
- Children of Eden (1991)
- Les Misérables (Highlights) (2009)

#### Участия в записях альбомов
- Back of My Mind (альбом Кристофера Кросса) (1988)
- Michael Crawford Performs Andrew Lloyd Webber (1991)
- Save the Children: A Christmas Spectacular of Carols and Songs (1992)
- Corps & Armes (альбом Этьена Дао) (2000)
- The Definitive Christopher Cross (2001)